# Stadionul Unirea (București)
Stadionul Unirea a fost un stadion de fotbal situat în București, România, în zona în care se află acum Gara Obor. A fost terenul propriu al echipei Unirea Tricolor București.